# Jimmy DeGrasso
Jimmy DeGrasso (nascido em 6 de março de 1963) é um baterista estadunidense. Atualmente toca para Alice Cooper, para a banda F5 e para Black Stars Riders..
DeGrasso já tocou com Lita Ford, Ozzy Osbourne, White Lion, Suicidal Tendencies e Y&T.  Em 1998, DeGrasso foi chamado para a banda Megadeth, no lugar de Nick Menza. Ficou até 2002, quando a banda entrou em hiato.

## Bandas
- Y&T ~ 1987-1990, 1995
- Fiona ~ 1992
- Suicidal Tendencies ~ 1992-1995
- Alice Cooper ~ 1994-2002, 2008 e 2009
- Megadeth ~ 1998-2002
- David Lee Roth - 2006

## Discografia

### Y&T
- 1987 - Contagious
- 1990 - Yesterday & Today Live
- 1990 - Ten (com Stef Burns)
- 1995 Y&T - Musically Incorrect
- 1998 Y&T - Endangered Specie

### Fiona
- 1992 - Squeeze

### Suicidal Tendencies
- 1994 - Suicidal For Life

### MD.45
- 1996 - The Craving

### Alice Cooper
- 1997 - Fistful of Alice

### A.N.I.M.A.L.
- 1998 - Poder Latino

### Megadeth
- 1999 - Risk
- 2000 - Capitol Punishment
- 2001 - The World Needs A Hero
- 2001 - Behind the Music
- 2002 - Rude Awakening
- 2002 - Still Alive... and Well?
- 2005 - Greatest Hits: Back to the Start
- 2006  - Arsenal of Megadeth
- 2007 - Warchest
- 2008 - Anthology: Set the World Afire

### F5
2008 - The Reckoning